# 川端結愛
川端 結愛（かわばた ゆめ、2004年4月14日 - ）は、日本のファッションモデル、ダンス&ボーカルユニット「MAGICOUR」のメンバー。京都府出身。
ファンネームは「🐰➰🌸」（読みは「どりふぁーむ」）、Dream（川端結愛ゆめぽて）&Farm（ファン、ファンとの居場所）を表す。

## 略歴
小学生の時からチアダンスを習っていた。京都タワーのマスコットキャラクター「たわわちゃん」とともにイベントなどでダンスを披露する「たわわちゃんバックダンサーズ」として活動する。
2017年3月4日「SunRisa」のメンバーとなる。5月28日阪神タイガースTORACO DAYにTORACO KIDS DANCERSとして出演。京都府のグループとして汐留ロコドル甲子園2017に出場し、第4位となる。2018年10月9日「SunRisa」を卒業。
2019年、AbemaTV制作による、Popteen専属モデル昇格をかけたリアリティーショーの第二弾『第2次Popteenカバーガール戦争』（通称、第2次ポプ戦）における「100人オーディション」に応募する。書類選考を通過した100人は、100人ダンス、30秒アピール、誌面を想定した写真撮影などを経て、Popteen専属モデルおよび編集部が行う最終面接に12名が進んだ。川端は、第2次ポプ戦一般公募バトルメンバー6人に選出される。「第2次ポプ戦」では、レギュラーモデルから選抜された6名と一般公募バトルメンバー6名の計12名が、専属モデルの座を争った。最終回にて、3名が専属モデル昇格となったが、川端は選に漏れている。
2019年8月1日開催の「Popteen#真夏のティーンズフェス2019」（豊洲PIT）にて、Popteenのレギュラーモデルとなることを発表。同年9月4日、ホリプロデジタルエンターテインメントへの所属が公表される。
AbemaTV制作による『第3次Popteenカバーガール戦争』にて、川端を含むレギュラーモデル4期生6名が、新メンバーとともに専属モデルの座を競う。同企画におけるオープニングムービーのセンターを決めるダンスバトルが行われ、センターの座を得る。最終回にて、総合ポイント1､2位の福富つきと権隨玲が専属モデル昇格を決め、3位の川端は昇格が叶わなかった。
2020年6月27日、ABEMA「PayPerView」で生配信されたファッションイベント「Tokyo Virtual Runway Live by GirlsAward」の一幕として、Popteenモデルによるステージが披露された。専属モデルとともに、レギュラーモデルの川端と小泉のんがメンバー10名に選抜される。
『Popteen』2020年10月号で同誌専属モデルに昇格、初表紙を飾った。
『Popteen』からダンスアンドボーカルユニットを誕生させるプロジェクト「7+ME Link」が企画され、スタートメンバー6名に選ばれる。グループ名は「MAGICOUR」と決まり、2020年11月25日デジタル配信開始の『MAGIC』でデビューを果たした。
2021年1月1日よりWhole World Media所属となる。2月28日、第32回マイナビ東京ガールズコレクション2021 SPRING/SUMMERにおけるオープニングアクトのアーティストとして、WEGO×Popteenステージではモデルとして出演。3月7日、KANSAIコレクション2021 SPRING/SUMMERにてオープニングアクトのアーティストとして出演。11月から新しくVINEYARDに所属となる。
2022年4月4日より関西ローカルの情報番組『おはよう朝日です』（朝日放送テレビ）のおは朝レポーターとなる。
2023年3月発売の『週刊プレイボーイ』（集英社）にて初の水着グラビアを披露。
2023年8月31日をもってPopteenモデルを卒業。
2023年9月11日、S Cawaii!レギュラーモデルとなったことを発表。
2024年6月27日、宮地楽器オフィシャルアンバサダーへの就任を発表。

## 人物
- あいさつは「ほっぺにぽてと、ゆめぽてです。ぱくっ！」。
- 愛称である「ゆめぽて」の由来は、ポテトフライが大好きということから。2023年時点では、ポテトチップスより、ふかしいも、里芋の煮っころがしが好きと述べている[34]。なお、第一候補は「ゆめち」（「ゆめ＋チーズ」）だったが、ほかのモデルと被ることから変更になったという[34]。
- Popteenモデルでは、オルチャンにカテゴライズされている[38]。
- レギュラーモデル4期生昇格時には「誰ともカブらないオルチャンを追求」と表明した[39]。
- MAGICOURではモデル×アーティストをテーマとしている。外見は金髪ギャルだが、体育会系を自称する[34]。

## 出演

### イベント
- Popteen#真夏のティーンズフェス2019（2019年8月1日、豊洲PIT）
- 第32回マイナビ東京ガールズコレクション2021 SPRING/SUMMER（2021年2月28日、国立代々木競技場第一体育館）- オープニングアクト[30]、モデル[31]
- KANSAIコレクション2021 SPRING/SUMMER（2021年3月7日、京セラドーム大阪）- オープニングアクト[32]
- ”POP愛”全集中祭（2021年3月31日、豊洲PIT）[40]
- 超超十代 - ULTRA TEENS FES - 2022 （2022年3月31日、@TOKYO渋谷ヒカリエホール）-  SPECIAL STAGE【Popteen】[41]

### テレビ（バラエティ番組など）
- おはよう朝日です（朝日放送テレビ） -おは朝レポーター（2022年4月4日 - ）[33][42][43][44]、クローズアップ「激エモ♡ランキング」[45]
- 超無敵クラス（2021年3月16日 - 4月24日・10月5日 - 、日本テレビ）[46][47]
- 新しいカギ（2021年6月25日・8月6日、フジテレビ）
- ちまたのジョーシキちゃん（2022年4月1日、関西テレビ）- ゲスト[48]
- SENKYOが好きすぎる！（2022年6月19日、NHK総合）- リポーター[49]
- よるのブランチ（2022年7月27日、TBSテレビ）- ゲスト[50]
- 上田と女が吠える夜（2022年5月24日・8月17日・2025年1月29日、日本テレビ）- ゲスト[51][52]
- 突然ですが占ってもいいですか?（2022年8月29日、フジテレビ）- ゲスト[53]
- ロンドンハーツ ２時間SP 女性芸能人スポーツテスト2023（2023年6月13日、テレビ朝日）[54]
- やすとも・淳のクイズレ（2023年6月14日、毎日放送）[55]
- 中居正広の金曜日のスマイルたちへ（2024年3月1日 -、TBSテレビ）
- 上田と女がDEEPに吠える夜（2024年4月23日・8月13日・8月20日、日本テレビ）- ゲスト
- お笑い4コマパーティー ロロロロ（2024年5月2日・5月9日、中京テレビ）- 判定員ゲスト
- 世界頂グルメ（2024年6月12日、日本テレビ）　-　ゆめぽて 女子旅憧れの国・モロッコ[56]
- シューイチ（2024年9月15日、日本テレビ）[57]
- チャンハウス（2024年11月16日、フジテレビ）
- ニノなのに（2025年8月6日 ・8月20日、TBSテレビ）

### テレビドラマ
- 18/40〜ふたりなら夢も恋も〜（2023年7月11日 - 9月12日、TBSテレビ） - 三上ミカ 役[58]
- GO HOME〜警視庁身元不明人相談室〜 第6話（2024年8月24日、日本テレビ） - ノア 役[59]

### ラジオ
- 岡副麻希のほくほくみゅ～じっく（2021年3月7日）- ソロゲスト[60]
- FM NACK5 カメレオンパーティー（2021年4月4日） - YUME・MICHU[61]
- ラジオ保健室（2022年8月12日、NHKラジオ第1放送）- 「10代の恋愛事情」ゲスト[62]

### Webドラマ
- 恋は青春より青し。（2021年1月1日 - 、TWIN PLANET） - レイン 役[63][64][65]

### インターネットテレビ
- 第2次Popteenカバーガール戦争（2019年4月12日 - 2019年7月19日、AbemaTV）[17][20]
- 第3次Popteenカバーガール戦争（2019年10月4日 - 2020年1月17日、AbemaTV）[22][66]
- Tokyo Virtual Runway Live by GirlsAward（2020年6月27日、ABEMA「PayPerView」）[25]
- ＃オルガン坂生徒会（2021年3月9日）[67]
- Popteenオファーバトル戦争（2021年3月22日、AbemaTV）[68]

### 映画配信サービス
- 第4章『Out of Luck』(前編&後編)（2021年8月）-キャスト出演 [69][70]

### CM
- マックフライポテト「I LOVE ポテト」篇 15秒 - YouTube
- 花王  もったいなインタビュー 排水口さん篇　３０秒 CMhttps://www.youtube.com/watch?v=cYMe5Lt36hA&si=OoaYXS9hZlhsmY_Z

## 書籍

### 雑誌
- Popteen増刊 Popteenカバーガール戦争公式攻略本（2019年9月号、角川春樹事務所）[71][72]
- 2020年3月号増刊Popteen3月号（2020年3月号、角川春樹事務所）[73]
- Popteen（2020年10月号 - 2021年8月号、角川春樹事務所）専属モデル[28]
- Popteen（2021年9月号 - 2023年2月 、株式会社ポップティーン）専属モデル[74]
- Popteen（2023年3月号 - 2023年8月、Popteen media）専属モデル